# Rodrigo Sales
Rodrigo Sales, född den 2 november 1973 i Sonoma i Kalifornien, är en amerikansk entreprenör och racerförare.